# Bryobia lagodechiana
Bryobia lagodechiana är en spindeldjursart som beskrevs av Reck 1953. Bryobia lagodechiana ingår i släktet Bryobia och familjen Tetranychidae. Inga underarter finns listade.